# Bala Desejo
Bala Desejo foi uma banda brasileira de bossa nova, indie pop, música tropicalista, pop rock e MPB.
Formada em novembro de 2021 pelos cantores e compositores Dora Morelenbaum (filha dos músicos Jacques Morelenbaum e Paula Morelenbaum), Julia Mestre, Lucas Nunes (membro da Dônica e produtor de Caetano Veloso) e Zé Ibarra (Dônica e membro da banda de Milton Nascimento), o Bala Desejo recebeu indicações a prêmios como o Prêmio Multishow de Música Brasileira e o Grammy Latino, além da participação em festivais como Rock in Rio e Coala Festival.

## Carreira
Em 2020, cada um dos músicos seguia um caminho diferente em suas respectivas carreiras musicais: Dora integrava o grupo vocal Zanzibar, Julia compunha músicas para seu trabalho solo, enquanto Zé e Lucas estavam imersos nas produções do segundo álbum da banda Dônica, a qual integram juntamente de Tom Veloso, André Almeida e Rodrigo Parcias. Lucas também participava da produção do álbum Meu Coco, de Caetano Veloso, lançado no final de 2021.
Anunciada formalmente em novembro de 2021, a banda Bala Desejo surgiu a partir do agrupamento dos artistas em junho de 2020 na casa de Julia, na cidade do Rio de Janeiro. Amigos desde a época da escola, os quatro começaram a chamar atenção após algumas participações nas lives temáticas no Instagram da cantora Teresa Cristina.
Em 2022, a banda lançou seu primeiro álbum de estúdio, intitulado Sim Sim Sim. O álbum ganhou o Grammy Latino na categoria “Melhor Álbum Pop em Português”.
Em junho de 2022, se apresentam no festival Primavera Sound, na Espanha. Em setembro de 2022, se apresentam no Palco Sunset do Festival Rock in Rio. Em 17 de setembro de 2023, se apresentam no Coala Festival, no Memorial da América Latina, em São Paulo. Em 14 de março de 2024, realizam o último show da turnê, no Teatro Riachuelo, no centro do Rio de Janeiro.

## Discografia
| Álbum       | Lançamento | Gravadora     | Formato                         |
| ----------- | ---------- | ------------- | ------------------------------- |
| Sim Sim Sim | 2022       | Coala Records | LP, streaming, download digital |

## Prêmios e indicações
| Ano  | Indicação                                              | Prêmio                                | Nomeação    | Resultado |
| ---- | ------------------------------------------------------ | ------------------------------------- | ----------- | --------- |
| 2022 | Grupo do Ano                                           | Prêmio Multishow de Música Brasileira | Bala Desejo | Indicado  |
| 2022 | Revelação do Ano                                       | Prêmio Multishow de Música Brasileira | Bala Desejo | Indicado  |
| 2022 | Melhor Álbum de Pop Contemporâneo em Língua Portuguesa | Grammy Latino                         | Bala Desejo | Venceu    |
| 2023 | Melhor Grupo de MPB                                    | Prêmio da Música Brasileira           | Bala Desejo | Venceu    |